# Rinaldo di Capua
Rinaldo di Capua (Capua, 1705 circa – forse Roma, 1780 circa) è stato un compositore italiano.

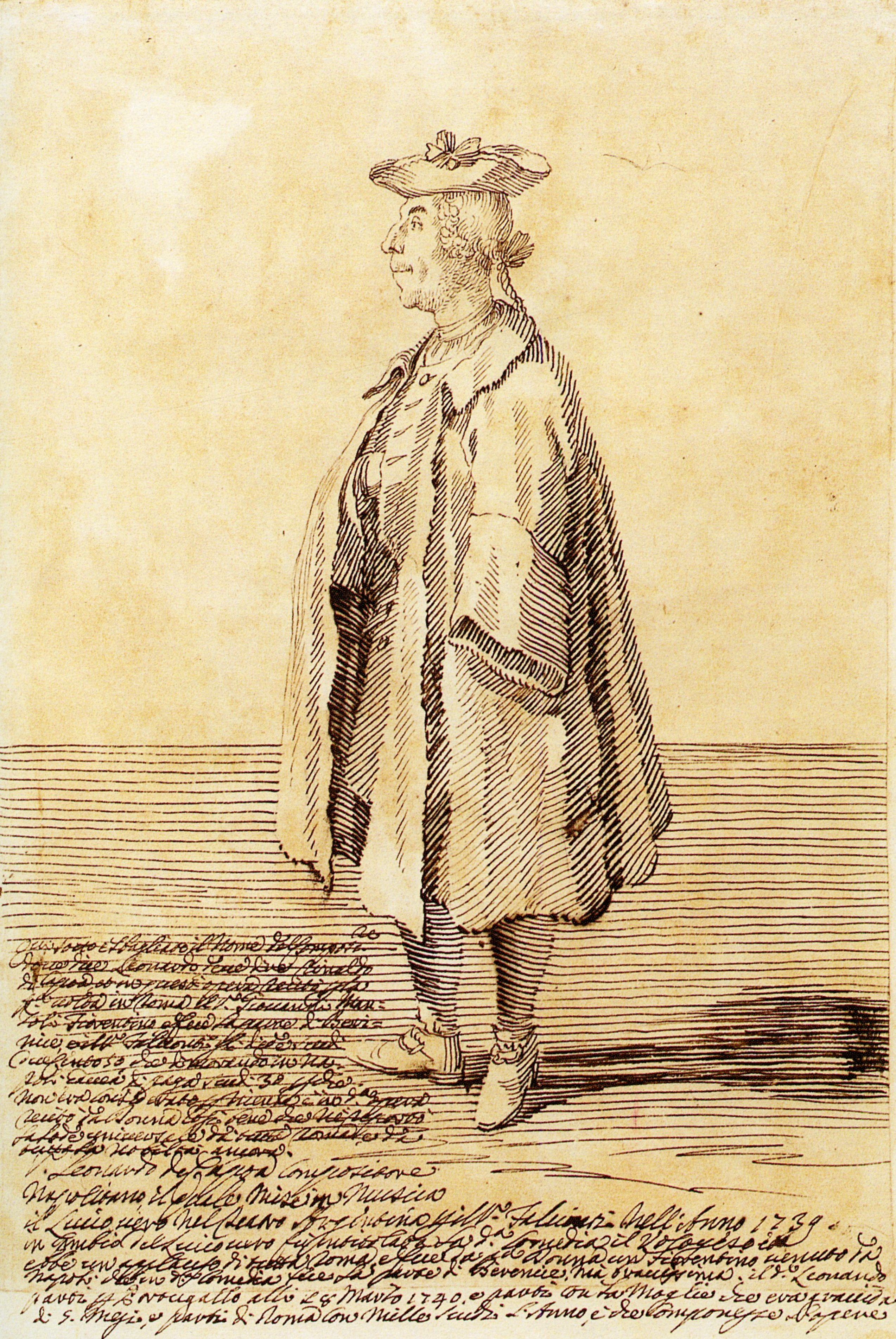
Rinaldo da Capua, caricatura di Pier Leone Ghezzi, 1739.

Probabilmente egli fu padre del compositore Marcello Bernardini.

## Biografia
Dopo aver studiato musica privatamente, debuttò come operista nel 1737 a Roma con il Ciro riconosciuto, la quale fu data al Teatro Valle e fu subito oggetto di grande successo, tant'è che venne ripresa successivamente a Firenze, Londra, Venezia, Monaco e in altre città; però il suo lavoro più noto rimane Vologeso, re de' Parti, che fu rappresentato nel 1739; quest'opera venne giudicata da Charles Burney come un perfetto esempio di musica drammatica. Seguì La libertà nociva che accrebbe ulteriormente la sua fama di compositore d'opere buffe. Nel 1740 soggiornò a Lisbona, dove compose tre opere serie, però nel 1742 tornò a Roma. 
Successivamente mise in scena due sue opere all'Académie Royale de Musique di Parigi, La donna superba nel 1752 e La zingara nel 1753, (interpretate dalla compagnia di buffi di Eustachio Bambini, che fu anche l'autore del libretto de La zingara). Nel 1758 l'Adriano in Siria fu la sua ultima opera seria e nel 1778 La Giocondina la sua ultima opera comica.

## Considerazioni sull'artista
Nel 1771 Charles Burney lo descriveva così:
Un anziano ed eccellente compositore napoletano. Fu figlio naturale di una persona di alto rango della sua terra (Regno di Napoli) e studiò inizialmente studiò musica per diletto; ma da suo padre gli venne lasciata solo una piccola fortuna, la quale fu presto dissipata, quindi egli dovette intraprendere forzatamente la carriera musicale.
E ancora:
Un compositore napoletano con grande genialità e fuoco, e la quale produzione fu apprezzata in tutta Europa per molti anni.
Nonostante la lodevole descrizione da parte di Burney, Rinaldo di Capua, dopo la sua morte cadde quasi totalmente nell'oblio (questo spiega le scarse notizie biografiche sul suo conto giunte sino a noi). I suoi lavori in seguito furono scarsamente considerati e tra questi parecchi vennero erroneamente attribuiti al suo probabile figlio Marcello Bernardini (soprannomito Marcello di Capua). Nonostante egli abbia composto circa 40 opere, a noi ne giungono solamente 7, oltre a 19 arie spaiate (proveniente per lo più da opere serie andate perdute), le quali seguono la forma dell'aria da capo. Tra le sue opere buffe, la più nota è sicuramente La zingara, la quale riscosse uno straordinario successo nella capitale francese ed ebbe molto rilievo nella famosa Querelle des Bouffons (quasi come lo ebbe La serva padrona di Giovan Battista Pergolesi).
La propria bravura compositiva è ravvisabile anche nei suoi lavori strumentali, ossia nelle sinfonie e nelle ouverture, nelle quali contribuì allo sviluppo della sinfonia-sonata classica.
Egli ebbe un considerevole influsso sulle opere di Baldassarre Galuppi, anche se il quantitativo di questo è tutto da valutare.

## Lavori
- La zingara

### Opere
Sono note 41 opere di Rinaldo di Capua; l'anno e la città si riferiscono alla prima rappresentazione.
- Ciro riconosciuto (dramma per musica, libretto di Pietro Metastasio, 1737, Roma)
- Opera comica senza titolo (1737, Roma)
- La commedia in commedia (dramma giocoso, libretto di Francesco Vanneschi, dopo C. A. Pelli, 1738, Roma)
- Vologeso, re de' Parti (dramma per musica, libretto di Guido Eustachio Luccarelli, basato sul Lucio Vero di Apostolo Zeno, 1739, Roma)
- Farnace (dramma per musica, libretto di Antonio Maria Lucchini, 1739, Venezia)
- La libertà nociva (dramma giocoso, libretto di Giovanni Gualtiero Barlocci, 1740, Roma)
- Catone in Utica (dramma per musica, libretto di Pietro Metastasio, 1740, Lisbona)
- Didone abbandonata (dramma per musica, libretto di Pietro Metastasio, 1741, Lisbona)
- Ipermestra (dramma per musica, libretto di Pietro Metastasio, 1741, Lisbona)
- Le nozze di Don Trifone (intermezzo, libretto di N. G. Neri, 1743, Roma)
- Turno Heredonio Aricino (dramma per musica, libretto di Silvio Stampiglia, 1743, Roma)
- Il bravo burlato (intermezzo, libretto di Antonio Pavoni, 1745, Roma)
- La forza del sangue (intermezzo, 1746, Roma)
- La finta zingarella (intermezzo, 1748, Perugia)
- Il vecchio amante (dramma giocoso, 1748, Torino)
- Il bravo e il bello (intermezzo, 1748, Roma)
- Mario in Numidia (dramma per musica, libretto di Giampietro Tagliazucchi, 1749, Roma)
- Opera comica senza titolo (1750)
- Il ripiego in amore di Flaminia finta cameriera e Turno (farsetta, libretto di Angelo Lungi, 1751, Roma)
- Il galoppino (intermezzo, 1751, Roma)
- Gli impostori (dramma giocoso, 1751, Modena)
- Il cavalier Mignatta (intermezzo, 1751, Roma)
- La forza della pace (intermezzo, libretto di G. Puccinelli e G. Aureli, 1752, Roma)
- La serva sposa (intermezzo, 1753, Roma)
- L'amante delusa (farsetta giocosa, 1753, libretto di Antonio Pavoni, 1753, Roma)
- La zingara (intermezzo, 1753, Parigi)
- La chiavarina (intermezzo, libretto di G. Peruzzini e A. Luigi, 1754, Roma)
- Attalo (dramma per musica, libretto di Antonio Papi, con lo pseudonimo arcadico di Cleofonte Doriano), 1754, Roma)
- La smorfiosa (intermezzo, 1756, Roma)
- Il capitano napoletano (commedia, 1756, Firenze)
- Adriano in Siria (dramma per musica, libretto di Pietro Metastasio, 1756, Roma)
- Le donne ridicole (intermezzo, libretto di Carlo Goldoni, 1759, Roma)
- Il giocatore ed il cavatesori (intermezzo, 1762, Cagli)
- Il matrimonio in villa o sia L'amante di tutte (farsetta, libretto di A. Galuppi, 1762, Roma)
- Il caffè di campagna (farsetta, libretto di Pietro Chiari, 1764, Roma)
- Il passeggio in villa (farsetta, 1765, Roma)
- Il contadino schernito(intermezzo, 1768, Roma)
- I finti pazzi per amore (farsetta, libretto di Tommaso Mariani, 1770, Roma)
- La donna vendicata, o sia L'erudito spropositato (farsetta, libretto di A. Pioli, 1771, Roma)
- La Giocondina (opera buffa, 1778, Roma)